# Gran Turismo 7
Gran Turismo 7 je závodní simulátor z roku 2022, který vyvinulo studio Polyphony Digital a vydala společnost Sony Interactive Entertainment. Jde o osmý díl herní série Gran Turismo, jenž vyšel 4. března 2022 pro platformy PlayStation 4 a PlayStation 5.
Hra Gran Turismo 7 získala od kritiků obecně příznivé recenze s pochvalou za grafiku a hratelnost; krátce po vydání byla na serveru Metacritic hráči negativně recenzována kvůli využívání mikrotransakcí a nadměrnému grindování.

## Hratelnost
Do hry Gran Turismo 7 se vrací kampaň pro jednoho hráče, režim GT Simulation Mode, dále se vrací tradiční závodní tratě a vozidla, šampionáty, autoškola, obchod s tuningovými díly, prodejna ojetých vozů a GT Auto, přičemž zůstávají zachovány režimy GT Sport Mode, Brand Central a Discover, které byly představeny ve hře Gran Turismo Sport.
Do hry se také vrací dynamický čas a efekty počasí, které se dříve objevily ve hrách Gran Turismo 5 a Gran Turismo 6. Přestože hra obsahuje kampaň pro jednoho hráče, stejně jako u Gran Turismo Sport vyžaduje neustálé připojení k internetu, aby si hráči mohli ukládat svůj postup. Tvůrce série Kazunori Jamauči vysvětluje, že toto rozhodnutí bylo učiněno, aby se zabránilo cheatování a podvádění. Arkádový režim je však plně hratelný offline.
Ve verzi pro PlayStation 5 hra využívá vyšší výpočetní výkon konzole, speciální hardware pro sledování paprsku, vlastní úložiště na pevném disku, Tempest Engine a ovladač DualSense, který podporuje funkce, jako je pokročilá haptická zpětná vazba, adaptivní spouštěče, efekty sledování paprsku v reálném čase, 3D prostorový zvuk a zkrácení doby načítání. Verze Gran Turismo 7 pro PlayStation 5 také běží v rozlišení 4K a 60 snímcích za sekundu s podporou vysokého dynamického rozsahu.